# Eclosión

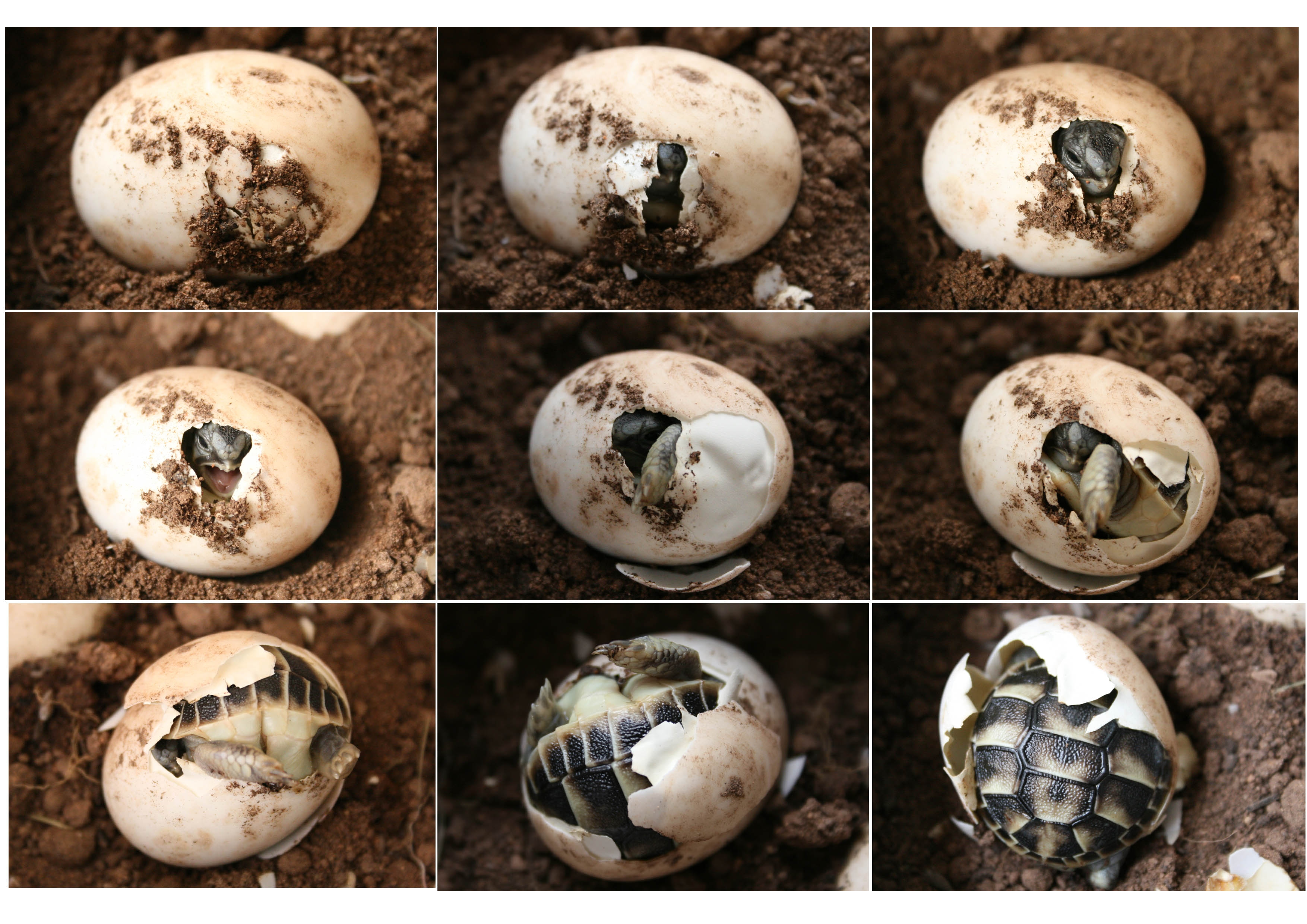
Eclosión de un huevo de tortuga.

La eclosión es el momento en que las crías de diversos animales comienzan a salir de su huevo o capullo una vez que han alcanzado el máximo nivel de su desarrollo y están listos para nacer.
Para facilitar la rotura de la cáscara del huevo, algunos animales ovíparos cuentan con una pequeña y aguda protuberancia conocida como diente de huevo.
En algunas especies el momento de la eclosión puede variar en función de las condiciones ambientales, incluida la presencia de depredadores. Los huevos de la rana verde de ojos rojos (Agalychnis callidryas) eclosionan rápidamente cuando son atacados por serpientes (Leptodeira), lo que permite que los renacuajos escapen y lleguen al agua, donde sus posibilidades de supervivencia son mayores. Otras especies de anfibios han demostrado una respuesta similar a los ataques de depredadores. Un trabajo realizado exponiendo huevos de crustáceos a su depredador (salamandras) estableció la posibilidad de que los huevos detecten señales químicas de sus depredadores para provocar el mecanismo de eclosión temprana.
En el ámbito de la reproducción humana, la eclosión (o hatching) hace referencia al proceso por el cual se produce la rotura de la zona pelúcida que rodea al embrión en la etapa de blastocisto (etapa que sigue a la mórula), permitiendo su salida. En este momento se forma una estructura en forma de 8, ya que por un lado se localiza el círculo de la zona pelúcida y pegado a él está el blastocisto. Este proceso espontáneo es necesario para que pueda producirse la implantación del embrión en el útero materno. 
Por otro lado, en la reproducción asistida se lleva a cabo una eclosión asistida para facilitar este proceso y transferir el embrión a la madre sin zona pelúcida listo para implantarse. 